# 杜鲁埃洛
杜鲁埃洛，是西班牙卡斯蒂利亚-莱昂塞戈维亚省的一个市镇。 总面积17平方公里，总人口140人（2001年），人口密度8人/平方公里。